# باباجيلان (مقاطعة دلفان)
باباجيلان (بالفارسية: باباجیلان) هي قرية تقع في قسم ايتيوند الجنوبي الريفي (مقاطعة دلفان) في إيران. يقدر عدد سكانها بـ 60 نسمة .